# Malawisuchus
Malawisuchus (gr. "cocodrilo de Malawi") es un género extinto de cocodrilo notosuquio del Cretácico Inferior de Malaui. Fue descrito en 1997 por Elizabeth Gomani como miembro de la familia Notosuchidae. La especie tipo es M. mwakasyungutiensis, refiriendo a Mwakasyunguti, el área del norte de Malaui en donde fue encontrado. Fue clasificado como miembro de la familia Itasuchidae por Carvalho y otros en 2004.
Malawisuchus fue descubierto en 1989, pero no fue descrito formalmente por varios años. Tenía inusuales dientes parecidos a los de un mamífero, incluyendo dientes con cúspides múltiples en la parte posterior de la mandíbula. La articulación de la mandíbula sugiere que procesaba el alimento con un desplazamiento hacia adelante y atrás. El cuello era fuerte y las articulaciones de la patas traseras sugieren una postura vertical y una capacidad de correr, mientras que las inserciones de los músculos de los miembros anteriores sugieren que servían para cavar, además, la tafonomía de especímenes articulados sugiere que éstos habían sido preservados en madrigueras. Era un pequeño cocodrilo, solamente cerca de 60 centímetros de largo.